# Гуцульський лад
Гуцу́льський лад — музичний лад, характерний музичному фольклору ряду європейських народів, зокрема народній музиці заходу України (перш за все, гуцульському фольклору), з чим і пов'язана назва.
Гуцульський лад — в основі мінорний, але відрізняється підвищеним четвертим (як в двічі-гармонічному мінорі) та високим шостим (як в дорійському) ступенем. Близьким до гуцульського є гуральський лад.
М.Лисенко розглядав гуцульський лад як видозміну лідійського і вважав його одним з найбільш поширених в українській музиці. В.Золочевський відзначає багатобарвність цього ладу у творах українських композиторах, що спираються на фольклорний матеріал.
В англомовній літературі зустрічаються різні назви цього ладу, зокрема «український мінор» (Ukrainian minor scale), «український дорійський» (Ukrainian Dorian scale) або «альтерований дорійський» (altered Dorian scale), а євреї називають цей лад «Мі шеберах», аналогічно молитві,.